# Schizophora
Schizophora — група коротковусих двокрилих інфраряду круглошовних мух (Muscomorpha). Секція містить 78 родин.

## Опис
Визначальною рисою Schizophora є наявність спеціальної структури, яка використовується, щоб допомогти імаго вилупитися з пупарія. Ця структура являє собою надувний перетинчастий мішок (ptilinum), що утворюється на голові. Для надування використовується гемолімфа, яка створює тиск по лінії найменшого опору у пупарії, який потім проривається уздовж шва. Після вилуплення ptilinum руйнується. Великий, перевернутий «U»-подібний шов на чолі залишається протягом всього життя.